# 勒蓬泰 (萨瓦省)
勒蓬泰（法語：Le Pontet，法語發音：[lə pɔ̃tɛ]）是法国萨瓦省的一个市镇，属于尚贝里区。

## 地理
勒蓬泰（45°29'54"N, 6°13'45"E）面积8.66 平方千米，位于法国奥弗涅-罗讷-阿尔卑斯大区萨瓦省，该省份为法国东部省份，历史上为薩伏依的一部分，北起上萨瓦省，西接伊泽尔省和安省，南部和东部与上阿尔卑斯省和意大利接壤。
与勒蓬泰接壤的市镇（或旧市镇、城区）包括：尚洛朗、蒙唐德里。

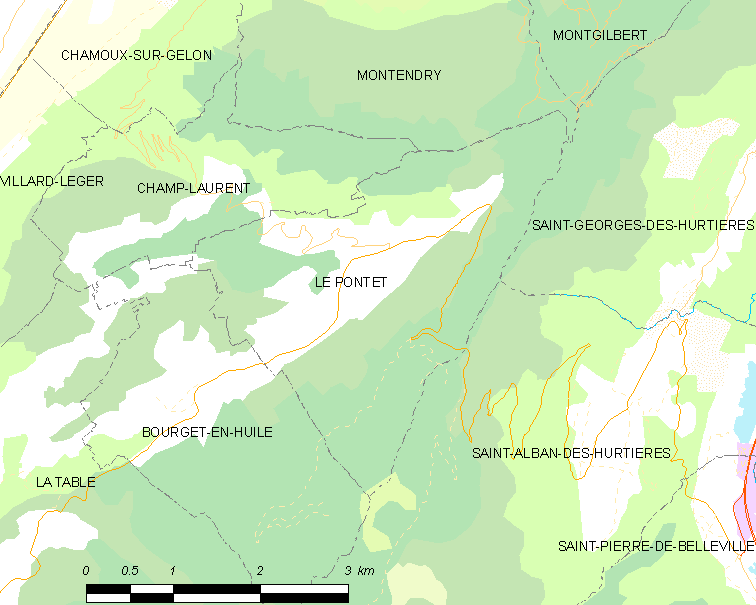
的OSM定位图

勒蓬泰的时区为UTC+01:00、UTC+02:00（夏令时）。

## 行政
勒蓬泰的邮政编码为73110，INSEE市镇编码为73205。

## 政治
勒蓬泰所属的省级选区为蒙梅利扬县。

## 人口

1962-2008年间人口变化图示

勒蓬泰于2022年1月1日时的人口数量为133人。